# Philippe de Vitry
Philippe de Vitry (Philippus de Vitriaco; n. 31 octombrie 1291, Paris, Regatul Franței – d. 9 iunie 1361, Meaux, Île-de-France, Franța) a fost un compozitor, teoretician, poet și episcop francez, una dintre personalitățile cele mai cultivate din vremea lui, priceput și în matematică, filosofie și istorie. Având o influență puternică asupra generației ulterioare de compozitori, Philippe de Vitry a fost unul dintre cei mai cunoscuți reprezentanți ai stilului Ars Nova (Arta Nouă).

## Viața
Deși sursele medievale au considerat că s-a născut în regiunea Champagne, totuși cercetarea recentă indică originea lui în Vitry-en-Artois. Mai târziu, a fost secretar și consilier la curtea regilor Carol al IV-lea, Filip al VI- lea și Ioan al II-lea ai Franței.
În 1351 a devenit episcop de Meaux, demnitate pe care a deținut-o până la sfârșitul vieții sale.

## Creația
În context muzical, doar 14 motete au rămas de la Philippe de Vitry, însă, spre deosebire de el,  muzicianul contemporan din vremea aceea, Guillaume de Machault a avut mai mare grijă în păstrarea compozițiilor pentru generațiile următoare. Vitry a fost un compozitor foarte cunoscut, în ciuda faptului că doar un motet este semnat de el (în Codex Ivrea, nr. 37). Potrivit cercetărilor muzicologului Heinrich Besseler, se pare că putem lua în considerare încă 13 motete compuse de Vitry (cinci motete cu trei voci se găsesc în Le Roman de Fauvel, restul în Codexul Ivrea). 
Motetelor lui li se atribuie introducerea unei metode ritmice noi, numită izoritmie .Prin simplificarea notației muzicale, Vitry a realizat o inovație care a contribuit la abilitatea de a nota ritmurile diverse, mai complexe. Tehnica lui de compoziție este unică: continuitatea și unitatea melodiei, claritatea formei și a structurii ține de Ars Nova, iar cu motetele izoritmice Vitry a devenit un creator al genului muzical tipic din secolul al XIV-lea.

### Motetele[6]
- Orbis orbatus / Vos pastores adulteri / Fur non venit
- Aman novi probatur exitu / Heu, Fortuna subdula / Heume tristis est anima mea
- Tribum, que non abhorruit / Quoniam secta latronum / Merito hec patimur

- Firmissime fidem teneamus / Adesto, sancta trinitas / Alleluya, Benedictus
- Garrit Gallus / In nova fert / Neuma
- Douce playsence / Garison selon nature / Neuma quinti toni
- Vos qui admiramini / Gratissima virginis species / contratenor / Gaude gloriosa
- Cum statua Nabucodonasor / Hugo, Hugo, princeps invidie / Magister invidie
- Colla jugo subdere / Bona condit / Libera me, Domine
- Tuba sacre fidei / In arboris / Virgo sum
- Impudenter circumvivi / Virtutibus laudabilis / contratenor / tenor
- Petre Clemens / Lugentium siccentur / tenor
- (?) Dantur officia / Quid scire proderit / tenor
- O canenda vulgo / Rex quem metrorum / contratenor / Rex regum
- Floret cum van gloria / Florens vigor ulciscendo / Neuma[7]